# 加藤修一
加藤 修一（かとう しゅういち、1947年9月28日 - ）は、日本の政治家、小樽商科大学教授。
参議院議員（3期）、環境副大臣（第1次小泉第2次改造内閣、第2次小泉内閣）、公明党副幹事長などを歴任。

## 経歴
- 北海道北見北斗高等学校、北見工業大学を経て北海道大学大学院地球環境科学研究科修士課程修了。北海道大学大学院地球環境科学研究科博士課程修了。学術博士号取得。
- 北見工業大学助手、苫小牧工業高等専門学校非常勤講師、株式会社NDS総合解析室副室長、たくぎん総合研究所次長、主席研究員を歴任。
- 1990年10月 - 小樽商科大学助教授に就任。
- 1993年10月 - 小樽商科大学教授に就任（地球環境経済学）。
- 1995年7月 - 第17回参議院議員通常選挙全国比例区で初当選（新進党公認）。
- 2001年7月 - 第19回参議院議員通常選挙全国比例区で再選（公明党公認、埼玉・群馬・栃木・茨城重点）。
- 2007年7月 - 第21回参議院議員通常選挙全国比例区で3選（公明党公認、千葉・栃木・茨城・群馬・新潟・長野重点[1]）。
- 2012年12月 - 第23回参議院議員通常選挙には出馬せず政界引退を表明[2]。

## 主な所属議員連盟
- 禁煙推進議員連盟
- 国際連帯税創設を求める議員連盟
- 北京オリンピックを支援する議員の会
- 原発ゼロの会（世話人）
- 日韓議員連盟

## 役職歴

### 参議院
- 行政監視委員会委員長
- 予算委員会理事
- 環境委員会委員
- 国際問題調査会委員

### 公明党
- 副幹事長
- 参議院副幹事長
- 環境部会長
- 関東方面副議長
- NPO局長
- 国際局次長
- 群馬県本部代表
- 各県本部顧問（千葉・新潟）

## 著作

### 博士論文
- 『開発事業行為による社会環境変動のマクロ計測手法設定に関する研究』（学術博士、甲種、北海道大学、1981年）

### 論文
- CiNii>加藤修一